# Kedrodasos Beach
Kedrodasos Beach är en strand i Grekland.   Den ligger i prefekturen Nomós Chaniás och regionen Kreta, i den södra delen av landet, 300 km söder om huvudstaden Aten.